# Sarah Snook
Sarah Ruth Snook (Adelaide, 1º dicembre 1987) è un'attrice australiana.

## Biografia
Nata ad Adelaide in Australia, Sarah Snook si è diplomata alla St John's Grammar School di Beland, per poi laurearsi nel 2008 allo Scotch College nel Mitcham. Mentre studiava al college partecipava anche a corsi di teatro.
Ha ricevuto l'attenzione internazionale per la sua interpretazione nella pluripremiata serie HBO Succession, per la quale si è aggiudicata un Premio Emmy come migliore attrice protagonista in una serie drammatica, due Screen Actors Guild Awards, un Critics Choice Award e due Golden Globe, rispettivamente nella sezione migliore attrice non protagonista in una serie e migliore attrice in una serie. Attiva anche in campo teatrale, ha vinto il Premio Laurence Olivier alla miglior attrice e il Tony Award alla miglior attrice protagonista in un'opera teatrale per la sua interpretazione ne Il ritratto di Dorian Gray nel West End londinese e Broadway.

## Filmografia

### Cinema
- Crystal Jam, regia di Leonie Savvides – cortometraggio (2010)
- The Best Man, regia di Stuart McRae – cortometraggio (2011)
- Not Suitable for Children, regia di Peter Templeman (2012)
- These Final Hours - 12 ore alla fine (These Final Hours), regia di Zak Hilditch (2013)
- Predestination, regia di Michael e Peter Spierig (2014)
- Oscure presenze (Jessabelle), regia di Kevin Greutert (2014)
- Holding the Man, regia di Neil Armfield (2015)
- Steve Jobs, regia di Danny Boyle (2015)
- The Dressmaker - Il diavolo è tornato (The Dressmaker), regia di Jocelyn Moorhouse (2015)
- Giotto, l'amico dei pinguini (Oddball), regia di Stuart McDonald (2015)
- Il castello di vetro (The Glass Castle), regia di Destin Daniel Cretton (2017)
- La vedova Winchester (Winchester), regia di Michael e Peter Spierig (2018)
- An American Pickle, regia di Brandon Trost (2020)
- Pieces of a Woman, regia di Kornél Mundruczó (2020)
- Il morso del coniglio (Run Rabbit Run), regia di Daina Reid (2023)

### Televisione
- All Saints – serie TV, 1 episodio (2009)
- Sisters of War – serie TV, 1 episodio (2010)
- Packed to the Rafters – serie TV, 2 episodi (2011)
- My Place – serie TV, 1 episodio (2011)
- Spirited – serie TV, 10 episodi (2011)
- Redfern Now – serie TV, 1 episodio (2012)
- The Moodys – serie TV, 1 episodio (2014)
- The Secret River – serie TV, 2 episodi (2015)
- The Beautiful Lie – miniserie TV, 6 puntate (2015)
- Black Mirror – serie TV, 1 episodio (2016)
- Succession – serie TV, 39 episodi (2018-2023)
- Soulmates – serie TV, 1 episodio (2020)
- Koala Man – serie animata, 8 episodi (2023) – voce

## Teatro
- Re Lear di William Shakespeare, regia di Adam Cook. State Theatre Company of South Australia (2009)
- Il costruttore Solness di Henrik Ibsen, regia di Matthew Warchus, con Ralph Fiennes. Old Vic di Londra (2016)
- Santa Giovanna di George Bernard Shaw, regia di Imara Savage. Roslyn Packer Theatre di Sidney (2018)
- Il ritratto di Dorian Gray, da Oscar Wilde, regia di Kip Williams. Haymarket Theatre di Londra (2024), Music Box Theatre di Broadway (2025)

## Riconoscimenti
- Golden Globe
  - 2022 – Miglior attrice non protagonista in una serie, miniserie o film per la televisione per Succession
  - 2024 – Miglior attrice in una serie drammatica per Succession
- Critics' Choice Awards
  - 2020 – Candidatura alla miglior attrice in una serie drammatica per Succession
  - 2022 – Candidatura alla miglior attrice non protagonista in una serie drammatica per Succession
  - 2024 - Miglior attrice in una serie drammatica per Succession
- Premio Emmy[3]
  - 2020 – Candidatura alla miglior attrice non protagonista in una serie drammatica per Succession
  - 2022 – Candidatura alla miglior attrice non protagonista in una serie drammatica per Succession
  - 2023 – Miglior attrice protagonista in una serie drammatica per Succession
- Premio Laurence Olivier
  - 2024 – Miglior attrice per Il ritratto di Dorian Gray
- Tony Award
  - 2025 – Miglior attrice protagonista in un'opera teatrale per Il ritratto di Dorian Gray[4]

## Doppiatrici italiane
Nelle versioni in italiano delle opere in cui ha recitato, Sarah Snook è stata doppiata da:
- Benedetta Degli Innocenti in Predestination, Holding the Man, Steve Jobs, Succession, Soulmates, Il morso del coniglio, The Beanie Bubble- Inflazione da peluche
- Francesca Manicone in Giotto, l'amico dei pinguini, La vedova Winchester
- Gemma Donati in The Dressmaker - Il diavolo è tornato, Il castello di vetro
- Valeria Falcinelli in These Final Hours - 12 ore alla fine
- Federica Bomba in Pieces of a Woman
- Rachele Paolelli in Oscure presenze
- Daniela D'Angelo in Black Mirror

Da doppiatrice è sostituita da:
- Sara Ferranti in Koala Man
- Daniela D'Angelo in Kangaroo Valley - La valle dei canguri